# Joseph Young Bergen
Joseph Young Bergen (22 de febrero de 1851 hasta 10 de octubre de 1917) fue un botánico estadounidense.
Bergen nació en Calais (Maine). Se graduó en 1872 de la universidad de Antioch , y fue durante un tiempo, sucesivamente, miembro del Servicio Geológico de Ohio y profesor de ciencias naturales en el Colegio Lombardo. En 1883, se convirtió en director de la escuela secundaria de Peabody (Massachusetts) y, posteriormente, un instructor en la English High School of Boston (1889-1901). Fue elegido miembro de la American Academy of Arts and Sciences in 1915.
Entre sus publicaciones destacan:
- Physics (with Prof E. H. Hall)
- Elements of Botany (1896)
- Principles of Botany (with B. M. Davis, 1906)
- Practical Botany (with O. W. Caldwell, 1911)
- Introduction to Botany (with O. W. Caldwell, 1914)
- La abreviatura «J.Y.Bergen» se emplea para indicar a Joseph Young Bergen como autoridad en la descripción y clasificación científica de los vegetales.[4]